# Jim Deddes
Jim Deddes (Amsterdam, 1986) is een Nederlands acteur en schrijver.

## Levensloop
Deddes volgde de opleiding Toneel en Kleinkunst aan de Academie voor Theater en Dans, waar hij in 2011 afstudeerde. Hij maakte al eerder zijn filmdebuut in Bloedbroeders uit 2008. In 2012 vertolkte hij de rol van Johnny in de musical Hij Gelooft in Mij. Hij is voornamelijk bekend van het YouTubekanaal Joardy Film, een kanaal met uiteenlopende licht absurde sketches.
Bekendheid kreeg Joardy Film door sketches als Huilon, Vrouwon en de Brian Rompoe's. Deddes maakt deze sketches samen met regisseur en schrijver Jan Hulst. Arjen Lubach toonde in 2016 in het programma Zomergasten de sketch Huilon. Verder schrijven Deddes en Hulst voor tv, film, reclames en formats. In juli 2017 maakten Deddes en Hulst met BNN/VARA de pilot  Eierlanders voor 3Lab. Daarin speelde Michiel Romeyn mee. Eind 2018 ging Joardy Season van start, een achtdelige online serie van de VPRO waarin Deddes Harco speelt, hetzelfde typetje als in de Huilon-reeks. Een jaar later volgde Joardy Sitcom, een eveneens achtdelige serie over barman Joardy, een ex-junk en vroegere fietsenmaker, die nu eigenaar is van café ’t Pomphuys, zijn 'beste vriend van vroeger' Lexxxus, en demoontje Gurk. In 2023 had Deddes zijn sketch-theatershow De Joardy show.

## Filmografie

### Film
- 2008: Bloedbroeders als Semijns
- 2010: Sint als Sander
- 2012: Bowy is inside als Jonas
- 2014: In the Heart als makelaar
- 2014: Leeg als job
- 2014: Gooische Vrouwen 2 als bezorger apotheek
- 2015: Homies als Dave
- 2015: Zevenbergen als agent
- 2016: Brasserie Valentijn als Walter
- 2016: Moos als Roel
- 2017: Reformation als keizer Karel V.
- 2018: Het leven is vurrukkulluk als Flip
- 2021: De Oost als Werner
- 2023: Hardcore Never Dies als Danny
- 2025: Straatcoaches vs Aliens, als Julius Weiland

### Televisie
- 2010: Verborgen Gebreken als Joris (gastrol)
- 2011: Eileen als Tim
- 2012: Flikken Maastricht als Yoeri Herms (gastrol)
- 2013: Van God Los als Dennis van Veen (gastrol)
- 2014: Ramses als Herman, man Maria
- 2016: De Jacht als Robbie Davids
- 2017: B.A.B.S. als Rik (gastrol)
- 2018: Klem medewerker sauna (gastrol)
- 2018-2020: Mocro Maffia als Matthijs Harderwijk
- 2018-2019: Joardy Season als Harco
- 2019-2020: Joardy Sitcom als Joardy
- 2020: Niks te melden als Johnny (Johannes)
- 2021: Trecx als verscheidene
- 2021: Bonnie & Clyde als Jesse
- 2022: Ze weten alles van je als Truths33ker91
- 2022: Bestseller Boy als Illias
- 2023: NOOD als Frank de Jong (gastrol)
- 2023: Dag & nacht als Ivan Bunnik
- 2023: Mocro Maffia als Matthijs Harderwijk

## Theater
- 2011: Iedereen behalve ik
- 2012: Hij Gelooft in Mij
- 2013: Herfst
- 2013: Nineties producties op de Parade
- 2016: Scheeps-Horeca
- 2016: De Illias
- 2017: Lord of the Flies
- 2023: De Joardy show